# Guinecourt
Ne doit pas être confondu avec Guincourt ou Guignecourt.
Guinecourt est une commune française située dans le département du Pas-de-Calais en région Hauts-de-France. Ses habitants sont appelés les Guinecourtois.
La commune fait partie de la communauté de communes du Ternois qui regroupe 103 communes et compte 37 469 habitants en 2021.
Avec 14 habitants et une densité de 6,7 habitants au km2, elle est la moins peuplée et la moins dense des 890 communes du Pas-de-Calais.

## Géographie

### Localisation
Localisée dans le sud du département du Pas-de-Calais, Guinecourt est une commune située, à vol d'oiseau, à 4 km au sud-ouest de la commune de Saint-Pol-sur-Ternoise (aire d'attraction) et à 39 km à l'ouest de la commune d’Arras (chef-lieu d'arrondissement et préfecture du Pas-de-Calais).
Le territoire de la commune est limitrophe de ceux de cinq communes.
Les communes limitrophes sont Croisette, Linzeux, Œuf-en-Ternois, Héricourt et Blangerval-Blangermont.

### Géologie et relief
La superficie de la commune est de 2,24 km2 ; son altitude varie de 87  à   131 mètres.

### Hydrographie
Le territoire de la commune, situé dans le bassin Artois-Picardie, est traversé par le Guinecourt, petit cours d'eau naturel non navigable de 1,2 km, qui prend sa source dans la commune de Croisette et termine sa course dans la commune.

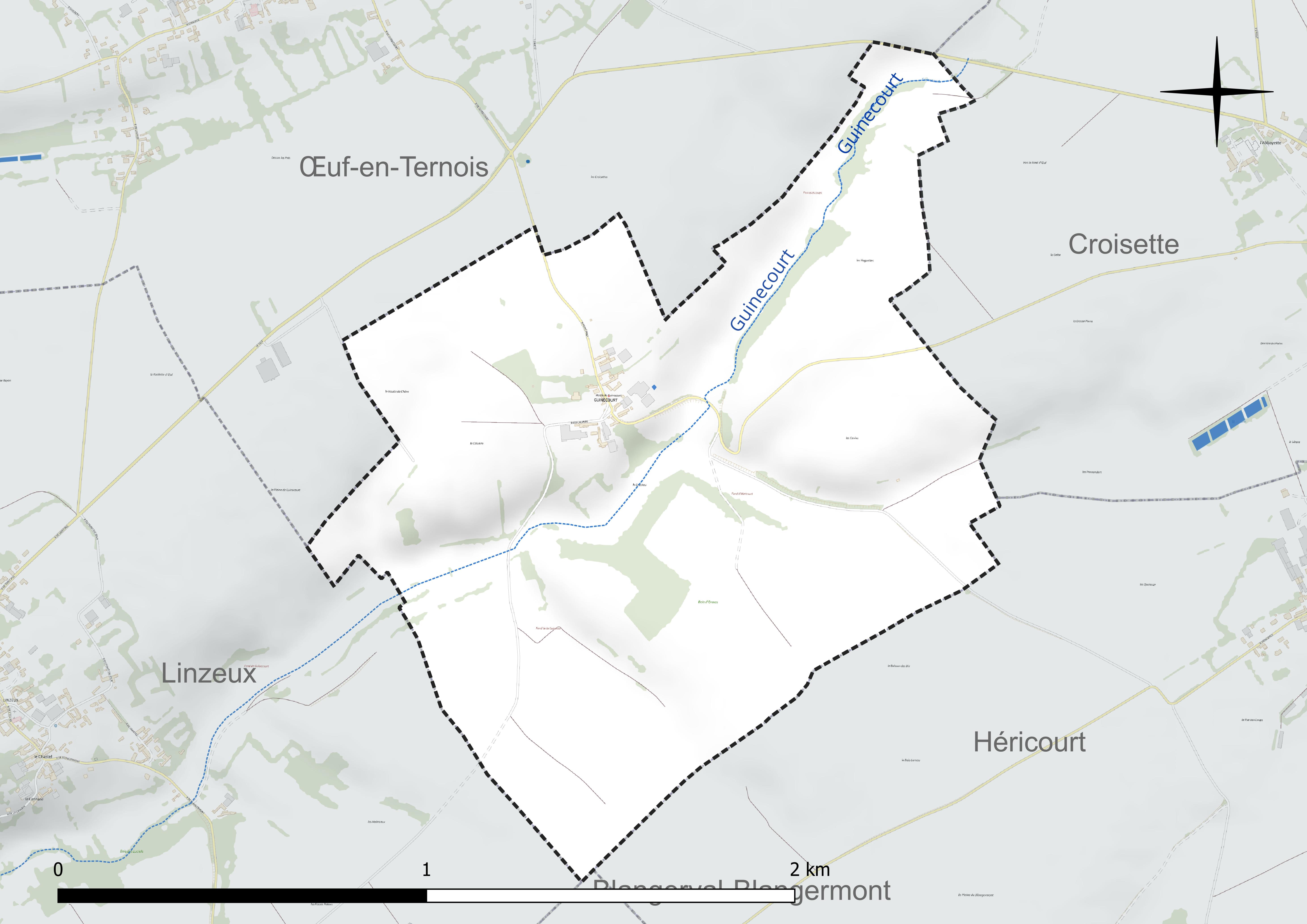
Réseau hydrographique de Guinecourt.

### Climat
Pour des articles plus généraux, voir Climat des Hauts-de-France et Climat du Pas-de-Calais.
En 2010, le climat de la commune est de type climat océanique altéré, selon une étude du CNRS s'appuyant sur une série de données couvrant la période 1971-2000. En 2020, Météo-France publie une typologie des climats de la France métropolitaine dans laquelle la commune est exposée à un climat océanique et est dans la région climatique Côtes de la Manche orientale, caractérisée par un faible ensoleillement (1 550 h/an) ; forte humidité de l’air (plus de 20 h/jour avec humidité relative > 80 % en hiver), vents forts fréquents.
Pour la période 1971-2000, la température annuelle moyenne est de 10,1 °C, avec une amplitude thermique annuelle de 13,8 °C. Le cumul annuel moyen de précipitations est de 886 mm, avec 13,4 jours de précipitations en janvier et 9,1 jours en juillet. Pour la période 1991-2020, la température moyenne annuelle observée sur la station météorologique la plus proche, située sur la commune de Humières à 5 km à vol d'oiseau, est de 10,9 °C et le cumul annuel moyen de précipitations est de 856,9 mm,. Pour l'avenir, les paramètres climatiques de la commune estimés pour 2050 selon différents scénarios d'émission de gaz à effet de serre sont consultables sur un site dédié publié par Météo-France en novembre 2022.
| Mois                                  | jan.           | fév.           | mars          | avril         | mai           | juin          | jui.          | août          | sep.          | oct.          | nov.          | déc.           | année      |
| ------------------------------------- | -------------- | -------------- | ------------- | ------------- | ------------- | ------------- | ------------- | ------------- | ------------- | ------------- | ------------- | -------------- | ---------- |
| Température minimale moyenne (°C)     | 1,6            | 1,6            | 3,5           | 5,6           | 8,1           | 11,2          | 13,1          | 13,3          | 11            | 8,6           | 5,2           | 2,7            | 7,1        |
| Température moyenne (°C)              | 4              | 4,3            | 7             | 10,3          | 12,7          | 16            | 18,1          | 18            | 15,4          | 11,9          | 7,8           | 5,1            | 10,9       |
| Température maximale moyenne (°C)     | 6,4            | 6,9            | 10,6          | 15            | 17,4          | 20,7          | 23            | 22,8          | 19,8          | 15,2          | 10,3          | 7,5            | 14,6       |
| Record de froid (°C) date du record   | −12,5 18.01.13 | −13,9 04.02.12 | −8,5 13.03.13 | −2,7 07.04.21 | −0,8 08.05.10 | 3,8 05.06.12  | 7 03.07.11    | 7 24.08.14    | 3,1 30.09.18  | −0,9 21.10.10 | −5,8 29.11.10 | −12,1 18.12.10 | −13,9 2012 |
| Record de chaleur (°C) date du record | 14,6 01.01.22  | 17,8 26.02.19  | 23,1 31.03.21 | 25,8 23.04.11 | 27,4 26.05.18 | 33,5 18.06.22 | 40,6 25.07.19 | 36,7 09.08.20 | 32,7 09.09.23 | 28,5 01.10.11 | 20,2 07.11.15 | 15,6 30.12.22  | 40,6 2019  |
| Précipitations (mm)                   | 76,7           | 66,2           | 58,9          | 44,2          | 55,2          | 56,9          | 66            | 75,7          | 63,8          | 88,8          | 103,6         | 100,9          | 856,9      |

### Paysages
Pour un article plus général, voir Paysage en France.
La commune s'inscrit dans les « paysages du Ternois » tels qu’ils sont définis dans l’atlas de paysages de la région Nord-Pas-de-Calais, conçu par la direction régionale de l'Environnement, de l'Aménagement et du Logement (DREAL),.
Ces paysages, qui concernent 138 communes avec trois pôles d’attraction que sont Hesdin à l'ouest, Saint-Pol-sur-Ternoise à l’est et, dans une moindre mesure, Frévent en lisière sud, sont délimités par deux cours d’eau : la Canche au Sud et la Ternoise au Nord. Ces paysages sont composés de plateaux, de vallées et de bocages. Les plateaux du Ternois montrent une structure tabulaire assez plane et une altitude assez régulière avec des points culminants entre 150  à   160 m.
Le territoire d’une vingtaine de kilomètres du Nord au Sud et d’Est en Ouest, est traversé par la D 939 reliant Saint-Pol-sur-Ternoise à Hesdin, par la D 912 entre Saint-Pol-sur-Ternoise et Frévent et par la ligne ferroviaire de Saint-Pol-sur-Ternoise à Étaples dans la vallée de la Canche. La position excentrée, en l’absence de grands axes autoroutiers ou ferrés structurants, a permis au Ternois de conserver un caractère rural et une certaine qualité de paysage.
Au niveau de l’occupation des sols, les surfaces cultivées sont omniprésentes sur les plateaux, avec majoritairement la culture de la betterave et de la pomme de terre, et représentent près de 72 % de la surface totale de ces paysages du Ternois, les espaces artificialisés, cantonnés dans les fonds de vallée, représentent 13 % et les surfaces boisées, présentes dans les deux principales vallées de la Ternoise et de la Canche, ne représentent que 6 %.

### Milieux naturels et biodiversité

#### Espèces faunistiques et floristiques
Le site de l’Inventaire national du patrimoine naturel (INPN) recense plusieurs espèces faunistiques et floristiques sur le territoire de la commune dont certaines sont protégées et d’autres menacées et quasi-menacées.

## Urbanisme

### Typologie
Au 1er janvier 2024, Guinecourt est catégorisée commune rurale à habitat très dispersé, selon la nouvelle grille communale de densité à sept niveaux définie par l'Insee en 2022.
Elle est située hors unité urbaine. Par ailleurs la commune fait partie de l'aire d'attraction de Saint-Pol-sur-Ternoise, dont elle est une commune de la couronne,. Cette aire, qui regroupe 72 communes, est catégorisée dans les aires de moins de 50 000 habitants,.

### Occupation des sols
L'occupation des sols de la commune, telle qu'elle ressort de la base de données européenne d’occupation biophysique des sols Corine Land Cover (CLC), est marquée par l'importance des territoires agricoles (100 % en 2018), une proportion identique à celle de 1990 (100 %). La répartition détaillée en 2018 est la suivante : 
terres arables (69,4 %), prairies (30,6 %). L'évolution de l’occupation des sols de la commune et de ses infrastructures peut être observée sur les différentes représentations cartographiques du territoire : la carte de Cassini (XVIIIe siècle), la carte d'état-major (1820-1866) et les cartes ou photos aériennes de l'IGN pour la période actuelle (1950 à aujourd'hui).

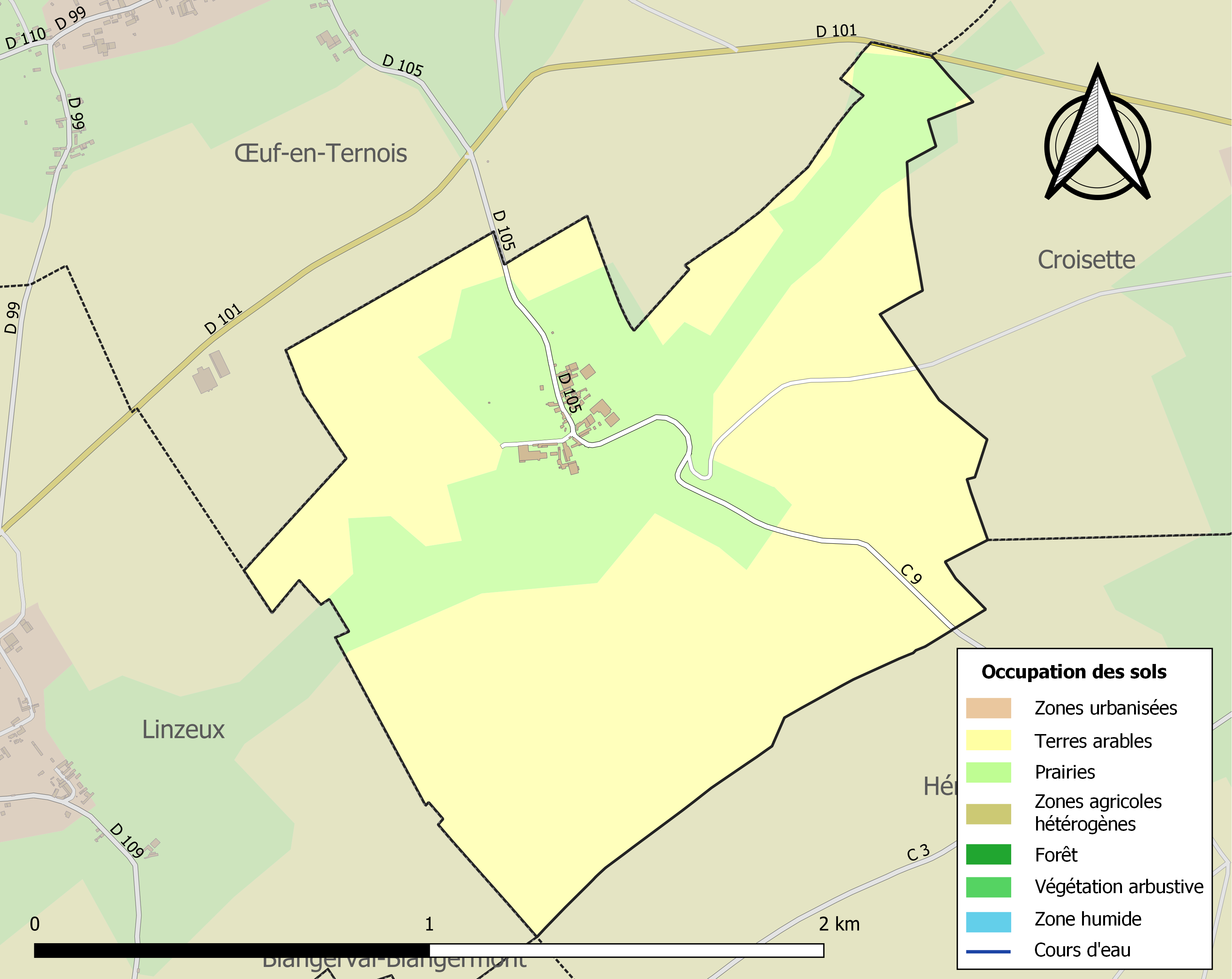
Carte des infrastructures et de l'occupation des sols de la commune en 2018 (CLC).

### Voies de communication et transports

#### Voies de communication
La commune est desservie par la voie communale C 9.

#### Transports
La commune se trouve à 10 km, au sud-ouest, de la gare de Saint-Pol-sur-Ternoise, située sur la ligne de Fives à Abbeville, desservie par trains régionaux du réseau TER Hauts-de-France.

## Toponymie
Le nom de la localité est attesté sous les formes Guignecort en 1217 (D. Bét., cart. d’Auchy, p. 116), Ghuignecourt en 1300 (Ricouart, p. 389, Guingnecourt en 1319 (Ricouart, p. 389), Guignecourt en 1342 (ch. d’Art., A. 602, no 5), Ginnecourt en 1469 (Arch. nat., J. 1003, fo 13 ro ), Guignecourt-en-Oupi 1474 (Colbert, Flandre, t. XCII, fo 5 ro ), Guignicourt en 1515 (Arch. nat., J. 1005, no 2), Guincourt au XVIIIe siècle (Cass.); Guinecourt en 1793 ; Guincourt et Guinecourt depuis 1801.

## Histoire
Pendant la Première Guerre mondiale, après la bataille de l'Artois (mai-juin 1915), entre le 26 juin 1915 et le 2 juillet 1915, ou encore en décembre 1915, plusieurs communes proches de Saint-Pol-sur-Ternoise, en arrière du front, (Croisette, Wignacourt (dépend de Croisette), Guinecourt, Siracourt, ont servi de lieux de cantonnement pour les troupes (récupération, marches, exercices divers, tirs, lancers de grenade.

## Politique et administration

### Découpage territorial
La commune se trouve dans l'arrondissement d'Arras du département du Pas-de-Calais, depuis 1801.

#### Commune et intercommunalités
La commune faisait partie de la communauté de communes du Saint-Polois créée fin 1995.
Dans le cadre de la réforme des collectivités territoriales françaises, par la loi de réforme des collectivités territoriales du 16 décembre 2010 (dite loi RCT)  destinée à permettre notamment l'intégration de la totalité des communes dans un EPCI à fiscalité propre, la suppression des enclaves et discontinuités territoriales et les modalités de rationalisation des périmètres des établissements publics de coopération intercommunale et des syndicats mixtes existants, cette intercommunalité fusionne avec sa voisine, la communauté de communes du pays d'Heuchin, formant le 1er janvier 2013 la communauté de communes des Vertes Collines du Saint-Polois.
Un nouveau mouvement de regroupement intercommunal intervient dans le cadre des dispositions de la loi portant nouvelle organisation territoriale de la République (Loi NOTRe) du 7 août 2015, qui prévoit que les établissements publics de coopération intercommunale (EPCI) à fiscalité propre doivent avoir un minimum de 15 000 habitants. À l'initiative des intercommunalités concernées, la Commission départementale de coopération intercommunale (CDCI) adopte le 26 février 2016 le principe de la fusion de : 

- la communauté de communes de l'Auxillois, regroupant 16 communes dont une de la Somme et 5 217 habitants ;

- la communauté de communes de la région de Frévent, regroupant 12 communes et 6 567 habitants ;

- de la communauté de communes des Vertes Collines du Saint-Polois, regroupant 58 communes et 19 585 habitants

- de la communauté de communes du Pernois, regroupant 18 communes et 7 114 habitants. Le Schéma départemental de coopération intercommunale (SDCI), intégrant notamment cette évolution, est approuvé par un arrêté préfectoral du 30 mars 2016,.
La communauté de communes du Ternois, qui résulte de cette fusion et dont la commune fait désormais partie, est créée par un arrêté préfectoral qui a pris effet le 1er janvier 2017.

#### Circonscriptions administratives
La commune fait partie, depuis 1801, du canton de Saint-Pol-sur-Ternoise. Dans le cadre du redécoupage cantonal de 2014 en France, la composition de ce canton est modifiée et regroupe désormais 88 communes, dont Guinecourt.

#### Circonscriptions électorales
Pour l'élection des députés, la commune fait partie de la première circonscription du Pas-de-Calais.

### Élections municipales et communautaires

#### Liste des maires

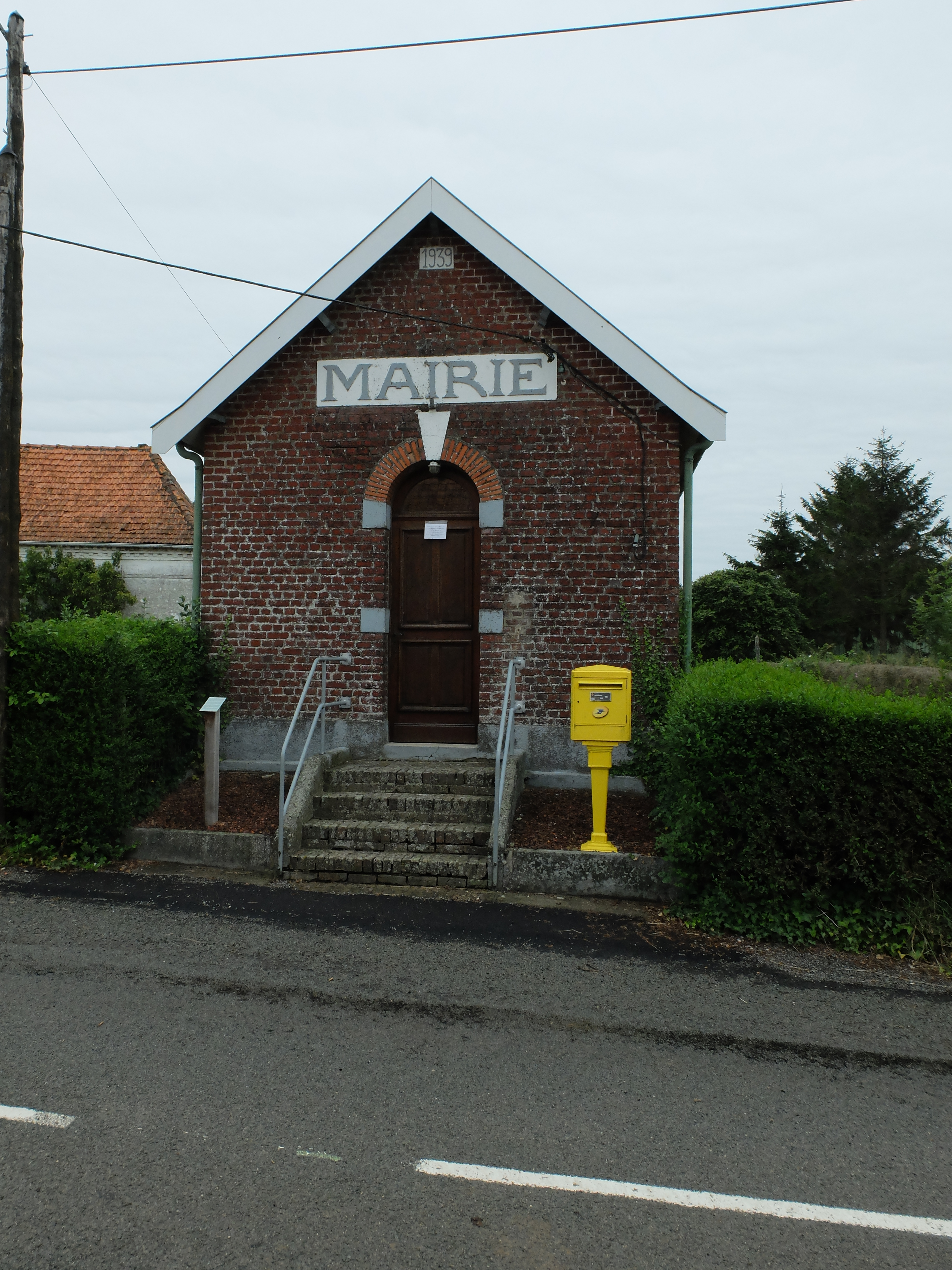
La mairie.

| Période                                  | Période                    | Identité          | Étiquette | Qualité                                                                              |
| ---------------------------------------- | -------------------------- | ----------------- | --------- | ------------------------------------------------------------------------------------ |
| Les données manquantes sont à compléter. |                            |                   |           |                                                                                      |
| 1895                                     | 1945                       | Alphonse Coutelet |           | Agriculteur                                                                          |
| avant 1981                               | 1987                       | Georges Pruvost   |           |                                                                                      |
| 1987                                     | En cours (au 15 mars 2022) | Léon Vischery     |           | Cultivateur retraité Réélu pour le mandat 2014-2020, Réélu pour le mandat 2020-2026, |

## Équipements et services publics

### Justice, sécurité, secours et défense
La commune dépend du tribunal judiciaire d'Arras, du conseil de prud'hommes d'Arras, de la cour d'appel de Douai, du tribunal de commerce d'Arras, du tribunal administratif de Lille, de la cour administrative d'appel de Douai, du pôle nationalité du tribunal judiciaire d’Arras et du tribunal pour enfants d'Arras.

## Population et société

### Démographie
Les habitants de la commune sont appelés les Guinecourtois.

#### Évolution démographique
L'évolution du nombre d'habitants est connue à travers les recensements de la population effectués dans la commune depuis 1793. Pour les communes de moins de 10 000 habitants, une enquête de recensement portant sur toute la population est réalisée tous les cinq ans, les populations de référence des années intermédiaires étant quant à elles estimées par interpolation ou extrapolation. Pour la commune, le premier recensement exhaustif entrant dans le cadre du nouveau dispositif a été réalisé en 2004.

En 2022, la commune comptait 14 habitants, en évolution de −22,22 % par rapport à 2016 (Pas-de-Calais : −0,72 %, France hors Mayotte : +2,11 %).
| 1793 | 1800 | 1806 | 1821 | 1831 | 1836 | 1841 | 1846 | 1851 |
| ---- | ---- | ---- | ---- | ---- | ---- | ---- | ---- | ---- |
| 72   | 42   | 45   | 81   | 75   | 81   | 78   | 76   | 79   |

| 1856 | 1861 | 1866 | 1872 | 1876 | 1881 | 1886 | 1891 | 1896 |
| ---- | ---- | ---- | ---- | ---- | ---- | ---- | ---- | ---- |
| 71   | 68   | 68   | 65   | 72   | 72   | 73   | 68   | 70   |

| 1901 | 1906 | 1911 | 1921 | 1926 | 1931 | 1936 | 1946 | 1954 |
| ---- | ---- | ---- | ---- | ---- | ---- | ---- | ---- | ---- |
| 65   | 63   | 62   | 45   | 53   | 48   | 44   | 36   | 31   |

| 1962 | 1968 | 1975 | 1982 | 1990 | 1999 | 2004 | 2006 | 2009 |
| ---- | ---- | ---- | ---- | ---- | ---- | ---- | ---- | ---- |
| 33   | 28   | 27   | 30   | 24   | 16   | 16   | 19   | 19   |

| 2014 | 2019 | 2022 | - | - | - | - | - | - |
| ---- | ---- | ---- | - | - | - | - | - | - |
| 19   | 15   | 14   | - | - | - | - | - | - |

#### Pyramide des âges
La population de la commune est relativement âgée.
En 2018, le taux de personnes d'un âge inférieur à 30 ans s'élève à 20,0 %, soit en dessous de la moyenne départementale (36,7 %). À l'inverse, le taux de personnes d'âge supérieur à 60 ans est de 53,3 % la même année, alors qu'il est de 24,9 % au niveau départemental.
En 2018, la commune comptait 10 hommes pour 6 femmes, soit un taux de 62,50 % d'hommes, largement supérieur au taux départemental (48,50 %).
Les pyramides des âges de la commune et du département s'établissent comme suit.
| Hommes | Classe d’âge | Femmes |
| ------ | ------------ | ------ |
| 0,0    | 90 ou +      | 0,0    |
| 22,2   | 75-89 ans    | 0,0    |
| 33,3   | 60-74 ans    | 50,0   |
| 33,3   | 45-59 ans    | 0,0    |
| 0,0    | 30-44 ans    | 16,7   |
| 0,0    | 15-29 ans    | 33,3   |
| 11,1   | 0-14 ans     | 0,0    |

| Hommes | Classe d’âge | Femmes |
| ------ | ------------ | ------ |
| 0,5    | 90 ou +      | 1,6    |
| 5,6    | 75-89 ans    | 8,9    |
| 16,7   | 60-74 ans    | 18,1   |
| 20,2   | 45-59 ans    | 19,2   |
| 18,9   | 30-44 ans    | 18,1   |
| 18,2   | 15-29 ans    | 16,2   |
| 19,9   | 0-14 ans     | 17,9   |

## Économie

### Entreprises et commerces

#### Agriculture
La commune est dans le « Ternois », une petite région agricole dans le département du Pas-de-Calais. En 2020, l'orientation technico-économique de l'agriculture  sur la commune est l'exploitation de grandes cultures (hors céréales et oléo-protéagineux). 
|               | 1988 | 2000 | 2010 | 2020 |
| ------------- | ---- | ---- | ---- | ---- |
| Exploitations | 4    | 3    | 2    | 2    |
| SAU (ha)      | 190  | 313  | 222  | 262  |

Le nombre d'exploitations agricoles en activité et ayant leur siège dans la commune est très faible, 4 lors du recensement agricole de 1988  à 3 en 2000 puis à 2 en 2010 et enfin à 2 en 2020, soit une baisse de 50 %. La surface agricole utilisée sur la commune a quant à elle augmenté, passant de 190 ha en 1988 à 262 ha en 2020. Parallèlement la surface agricole utilisée moyenne par exploitation a augmenté, passant de 48 à 131 ha,.

## Culture locale et patrimoine

### Lieux et monuments
- La mairie est érigée en 1939.

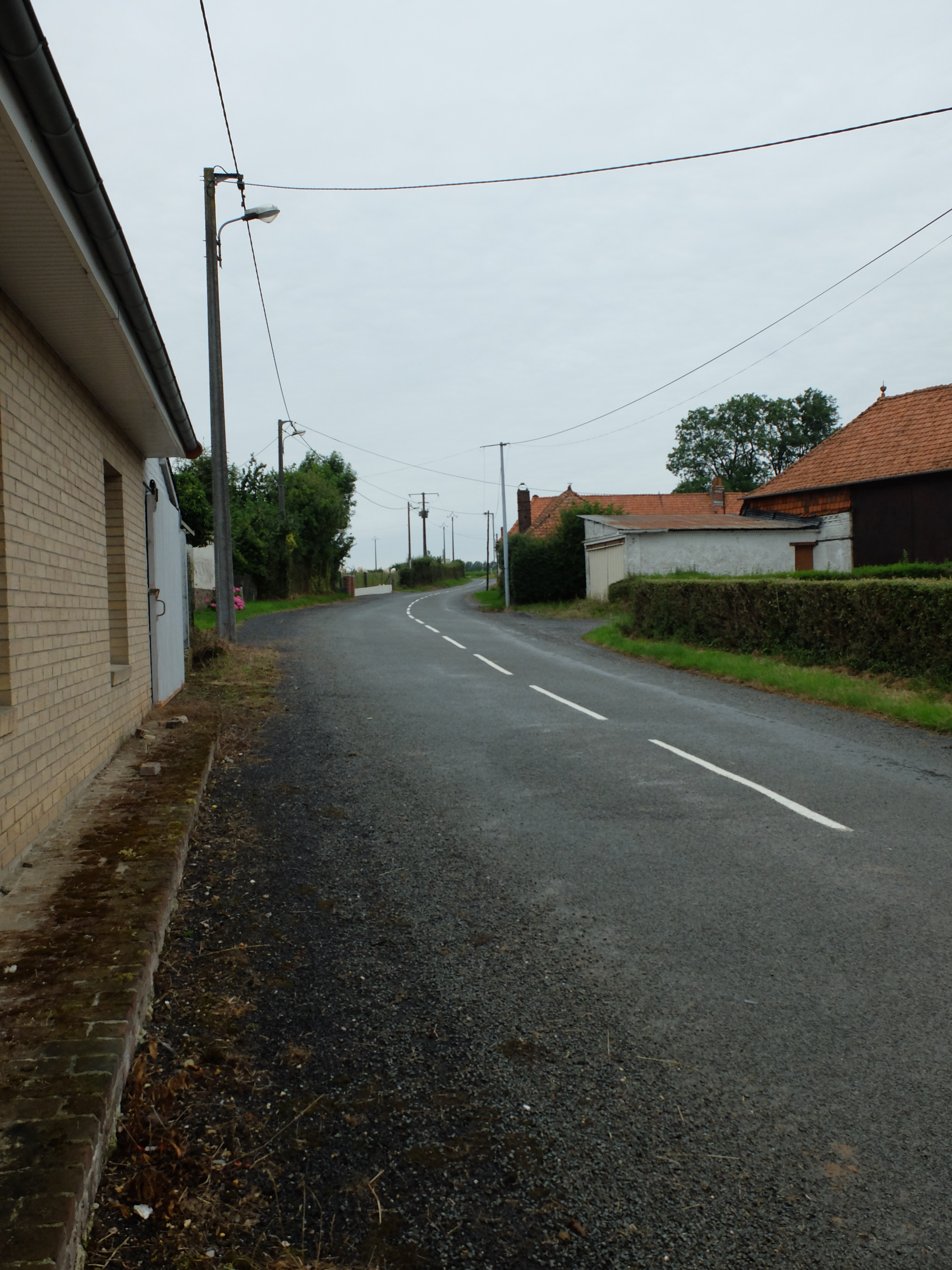
Une rue de Guinecourt.

- Guinecourt n'a pas d'église. Elle participe aux frais d'entretien de celle d’Œuf-en-Ternois, où ses paroissiens se rendent, ainsi qu'à ceux du cimetière qui sert également aux habitants[46].
- La commune n'a pas de monument aux morts, celui-ci situé dans la commune voisine d'Œuf-en-Ternois et commun aux deux communes[47].

### Héraldique, logotype et devise
| Blason de Guinecourt | Blason  | D'argent fretté de sable; au franc-canton de sable chargé d'un arbre sec d'argent. |
| Blason de Guinecourt | Détails | Adopté par la municipalité le 27 mars 1991.                                        |

## Pour approfondir